# Военный кабинет (Израиль)
Израильский военный кабинет или кабинет военного времени (ивр. קבינט המלחמה‎) — межминистерская комиссия 37-го правительства Израиля под руководством Биньямина Нетаньяху, сформированная 11 октября 2023 года для управления израильской военной операцией в Газе после формирования чрезвычайного правительства путём присоединения к правительственной коалиции фракции «Ха-махане ха-мамлахти».
Переговоры о создании чрезвычайного правительства начались сразу же после вторжения ХАМАС и начала войны.
Кабинет военного времени состоял из премьер-министра Биньямина Нетаньяху, министра обороны Йоава Галанта и лидера фракции «Ха-махане ха-мамлахти» (бывшего начальника Генштаба ЦАХАЛ) Бени Ганца. В кабинете были также три наблюдателя: Гади Айзенкот, Рон Дермер и Арье Дери.

## Предыстория
Война в Газе (2023) — продолжающийся военный конфликт между Израилем и палестинскими вооружёнными группировками, возглавляемыми ХАМАСом, часть давнего конфликта в секторе Газа, являющегося, в свою очередь, частью палестино-израильского конфликта. Война началась с вторжения ХАМАС в Израиль из сектора Газа. Израиль дал своей ответной военной операции название «Война железных мечей».

## Переговоры
После вторжения ХАМАС 7 октября руководители оппозиционных партий Израиля выпустили совместное заявление. Глава «Еш атид» Яир Лапид, глава «Ха-махане ха-мамлахти» Бени Ганц, глава партии «Наш дом Израиль» (НДИ) Авигдор Либерман и глава партии «Авода» Мерав Михаэли заявили о полной поддержке ЦАХАЛ и единстве с правительством, провозгласив: «В такие дни в Израиле нет оппозиции и коалиции».
Нетаньяху сразу же предложил фракциям «Еш атид» и «Ха-махане ха-мамлахти» вступить в правительственную коалицию, возглавляемую его партией «Ликуд».
Лапид заявил, что Израиль не сможет эффективно вести войну с «экстремистским и нефункциональным составом текущего кабинета», и выдвинул Нетаньяху условие об исключении из правительства представителей крайне правых партий «Ха-Цийонут ха-Датит» и «Оцма Йехудит» для того, чтобы к нему присоединился «Еш атид». Это требование не было выполнено. В дальнейшем Лапид призывал к смещению премьер-министра Нетаньяху во время войны, что вызвало ответную критику «Ликуда».
11 октября Нетаньяху и Ганц договорились о создании чрезвычайного правительства военного времени. Вечером 14 октября «Ликуд» также заявил о том, что в правительство, помимо «Ха-махане ха-мамлахти», войдёт НДИ, но Либерман опроверг эту информацию и отказался присоединяться к правительству, поскольку не соглашался на место в военно-политическом кабинете и требовал место в узком кабинете военного времени.

## Одобрение Кнессета и условия соглашения
Формирование чрезвычайного правительства военного времени было одобрено Кнессетом 12 октября; 66 голосами против 4 было решено добавить к существующему правительству 5 министров от «Ха-махане ха-мамлахти» (Бени Ганц, Гади Айзенкот, Гидеон Саар, Хили Троппер и Ифат Шаша-Битон в качестве министров без портфеля; также было единогласно решено забрать портфель министра здравоохранения у министра внутренних дел Моше Арбеля и передать его Уриэлю Бусо от партии ШАС.
Частью сделки стала договорённость Нетаньяху и Ганца приостановить выдвижение и принятие любых новых законопроектов, не связанных с войной и чрезвычайным положением, включая судебную реформу. Стороны также договорились, что военный кабинет будет встречаться не реже, чем раз в 48 часов. Кабинет военного времени получил полномочия «по необходимости обновлять военные и стратегические цели конфликта», но его решения подлежат одобрению военно-политического кабинета.

## Роспуск военного кабинета
В марте 2024 года Гидеон Саар объявил о выходе его фракции «Тиква Хадаша» из блока «Ха-махане ха-мамлахти», и потребовал от премьер-министра Биньямина Нетаньяху места в военном кабинете; получив отказ, Саар вышел из правительства вместе с Ифат Шаша-Битон.
9 июня Бени Ганц также подал в отставку, после чего из временного правительства ушли его коллеги по партии «Ха-махане ха-мамлахти» Гади Айзенкот и Хили Троппер. После этого, 17 июня 2024 года, военный кабинет был распущен.